# Deák Tamás (színművész)
Deák Tamás (1969. augusztus 9. –) színész, rendező, zenész.
A Picaro Művészeti Produkciós Műhely tagja (1992), többnyire a Szkéné Színházban lógott együtt különböző társulatokkal tagként/vendégként, úgymint: Arvisura, Utolsó Vonal, Pintér Béla és Társulata. Tanult pekingi operát, bohócjátékot, néptáncot, kontakt-táncot, valamint tanult és tanított akrobatikát. Zenészként a Pelvaxban játszik.
Színész I. - 1998-tól
Brighella díj: 2002-ben a legjobb mellékszereplő a VIDOR Fesztiválon, A sehova kapujában